# 85217 Білзінґслебен
85217 Білзінґслебен (85217 Bilzingsleben) — астероїд головного поясу, відкритий 31 жовтня 1992 року.
Тіссеранів параметр щодо Юпітера — 3,638.